# Яцкович Лаврентій
Лаврентій Яцко́вич (роки народження і смерті невідомі) — український каліграф XVII століття.
1632 року переписував Служебник, що зберігається в Національній бібліотеці України імені В. І. Вернадського. Вважають, що він був і художником, виконав мініатюри до Служебника. Зображення Івана Золотоустого, як гадають, є портретом українського церковного і політично-освітнього діяча Йова Борецького.